# Барышиха (река)
Бары́шиха — река на северо-западе города Москвы и в Московской области, в том числе на территории Митино, СЗАО города Москвы; левый приток Москвы-реки. Длина 3 км (по др. данным: 2,7 км.), постоянное течение на протяжении 1,6 км.
Общая протяжённость в Москве 2,7 км, в открытом русле 1 км. В Митино протекает в районе одноимённой улицы Барышиха. Другое название: Борисиха, Уваров овраг (в верховьях).
Большая часть реки протекает в подземном коллекторе, выходя на поверхность в нижнем течении, пересекает полотно Рижского направления Московской железной дороги, Волоколамское шоссе и впадает в реку Москву к западу от Московской кольцевой автомобильной дороги.

## Гидрология
Длина 3 км. Равнинного типа. Питание преимущественно снеговое. Барышиха замерзает в ноябре — начале декабря; вскрывается в конце марта — апреле. Бассейн реки находится в районе Митино.

## История
В верховьях называется Уваров Овраг. Вероятно, название Барышиха произошло от прозвищного имени «Барыш», которое означает прибыль, выгода, нажива.
Раньше Барышиха была достаточно большой и имела важное значение для развития местных сел и деревень. В далёкие времена, в IX—XI веках по реке шли многочисленные торговые пути. Торговые пути шли от небольших сел и деревень по Барышихе к Москве — реке, где товары перегружались с маленьких лодочек и баркасов местных жителей на большие торговые лодки и отправлялись дальше в крупные торговые города. Сегодня в районе Митино (города Москвы) сохранились давние названия этих мест. Так, по гидрониму реки названа современная улица Барышиха, которая почти повторяет речное русло.

## Достопримечательности
Река протекает по территории района Митино. Исток — Уваров овраг, начинавшийся двумя отвершками на пересечении нынешних ул. Барышиха и Дубравная (отвершки шли на юго-восток и юго-запад примерно вдоль этих ул.). Теперь в верховьях засыпан, и роль истока играет правый отвершек, идущий от пересечения ул. Дубравная и Генерала Белобородова. Далее Уваров овраг, по днищу которого прокопана дренажная канава, проходит по Митинскому парку южнее ул. Барышиха и впадает в Пенягинский пруд. Постоянное течение Барышихи начинается в 200—400 м выше пруда, но наибольшую часть стока дают родник «Митинский Колодец» и правобережный родник ниже его, которые находятся в самых низовьях Уварова оврага (ок. пруда). Долина этого верхнего участка Барышихи представляет собой лугопарк с небольшими группами деревьев и кустов. Вдоль Барышихи (по Уварову оврагу) проложены дорожки из белого кирпича. Долина среднего участка Барышихи затоплена на протяжении 660 м и представляет собой извилистый Пенягинский пруд. Ниже пруда Барышиха протекает в хорошо сохранившейся долине и открытом русле на юго-восток (0,8 км). Здесь чередуются луга и перелески из берёзы, ольхи серой, и ивы ломкой. Ширина водотока составляет 0,3-1 м. Течение быстрое, на реке есть многоструйный водопад. Высота его ~30 см и ширина 3-4 м. Также, имеются многочисленные участки высачивания грунтовых вод по правому берегу.